# Протеински комплекс повезан са адаптором 2, алфа 1
Протеински комплекс повезан са адаптором 2, алфа 1 (енгл. Adaptor-related protein complex 2 alpha 1 subunit) је протеин код људи који је кодиран геном AP2A1, смештеним на кратком краку 19. хромозома. Овај ген кодира алфа 1 адаптинску подјединицу адапторског протеина 2 (AP2 адаптори), комплекса који се налази у клатрином обложеним везикулама. 
AP-2 комплекс је хетеротетрамерна структура која се састоји од две велике адаптинске подјединице (алфа или бета), средње адаптинске подјединице (му) и мале адаптинске подјединице (сигма). Овај комплекс чини део протеинског омотача на цитоплазматској страни обложених везикула, где повезује клатрин са рецепторима унутар везикула.
Протеин AP2A1 састоји се од полипептидног ланца дужине 977 аминокиселина и има молекуларну масу од 107 546.. Учествује у различитим биолошким процесима као што су транспорт, транспорт протеина и ендоцитоза. Локализован је у ћелијској мембрани, мембрани клатрином прекривених везикула и у удубљењима мембране обложеним клатрином.
Алтернативним спајањем гена AP2A1 настају две транскриптне варијанте које кодирају различите изоформе, док је описан и трећи транскрипт чија пуна дужина још увек није утврђена. Овај протеин игра кључну улогу у ендоцитози и транспортним процесима унутар ћелије, чиме доприноси правилном функционисању ћелијских механизама. AP2A1 показано је да интерагује са протеинима DPYSL2 и NUMB.
У марту 2025. јапански научници су објавили да је протеин AP2A1 одговоран за старење.